# Flavocrambus picassensis
Flavocrambus picassensis là một loài bướm đêm trong họ Crambidae.